# Imrich Bende

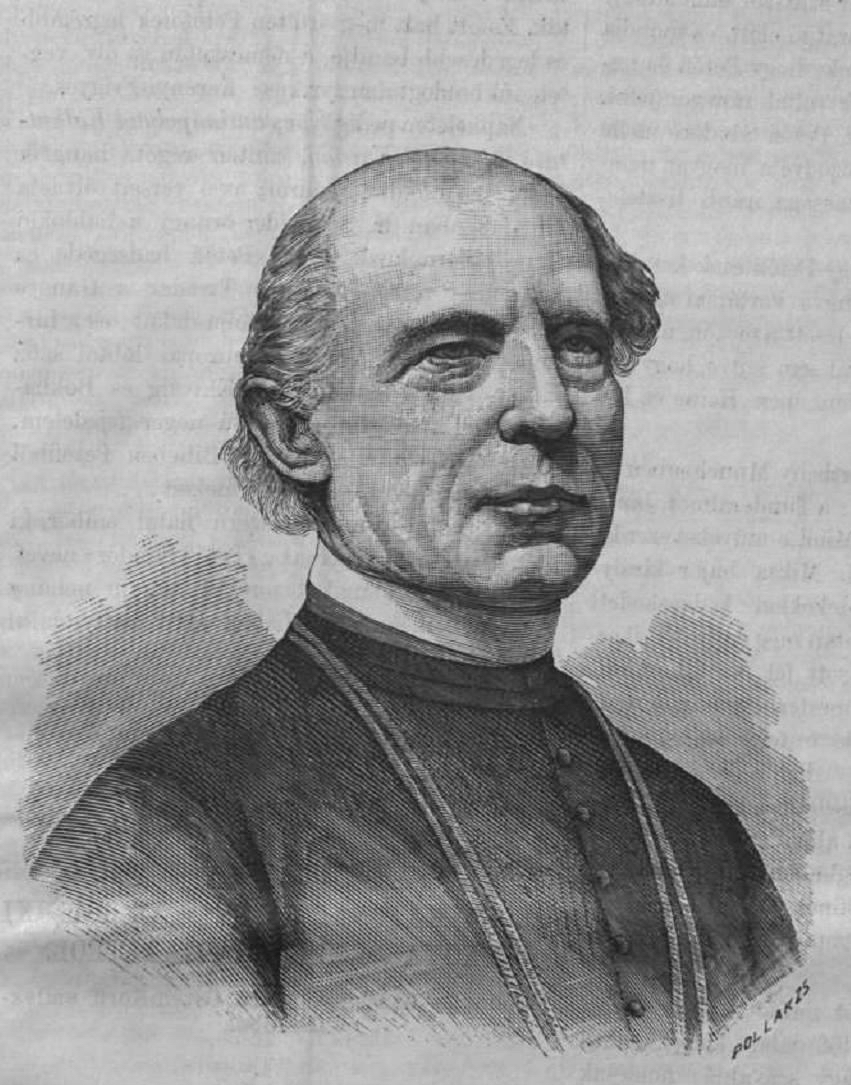
Imrich Bende, 1886

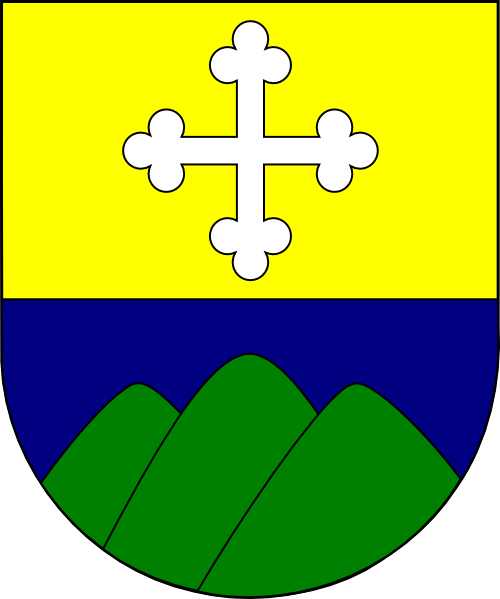
Wappen

Imrich Bende (* 24. August 1824 in Baja, Kaisertum Österreich; † 18. März 1911 in Nitra, Österreich-Ungarn) war ein ungarischer Bischof.
Bende studierte Theologie an der Universität Wien und war Bewohner des Collegium Pazmanianum. 1847 schloss er sein Studium mit dem Titel eines Doktors der Theologie ab.
Bende wurde am 31. Juli 1847 zum Diakon und am 29. August 1847 zum Priester in Kalocsa geweiht. Von 1848 bis 1853 war er Lehrer, erzbischöflicher Archivar und Sekretär des Bischofs. 1854 zog er als Pfarrer nach Futak. 1869 wurde er Pfarrer in Novi Sad. In den Jahren 1878 und 1884 wurde er für den Kreis Novi Sad zum Abgeordneten der regierenden Liberalen Partei des ungarischen Parlaments gewählt. 1886 wurde er Kanoniker in Kalocsa.
Am 8. November 1886 wurde er zum Bischof von Banská Bystrica erwählt und am 17. März 1887 päpstlich bestätigt. János Simor, Erzbischof von Esztergom, weihte ihn am 24. April 1887 zum Bischof. Mitkonsekratoren waren Nándor Dulánszky, Bischof von Pécs, und Pál Palásthy, Weihbischof in Esztergom. Am 19. Januar 1893 wurde er zum Bischof von Nitra ernannt. 1900 wurde er Päpstlicher Thronassistent und Römischer Graf. 1905 erhielt er mit Vilmos Batthyány einen Koadjutor zur Seite gestellt. Am 15. März 1910 wurde dieser auch zum Apostolischen Administrator ernannt und Bende war von seinen Amtspflichten entbunden.